# مسعود کرتیس
مسعود کرتیس (به ترکی استانبولی: Mesut Kurtis) آهنگساز و خواننده مسلمان ترک است که در سال ۱۹۸۱ در اسکوپیه مقدونیه به دنیا آمده‌است.

## زندگی
مسعود کرتیس در ژانویه ۱۹۸۱ (میلادی) در اسکوپیه، پایتخت مقدونیه، در یک خانواده‌ای عالم و مذهبی در ناحیهٔ ترک‌نشین به دنیا آمد. او در سنین جوانی برای ادامه تحصیل به انگلیس رفت.او در سنین جوانی علاقهٔ وافری به موسیقی اسلامی از خود نشان داد.صدای زیبا، قوی و پرشور او خیلی زود مورد توجه قرار گرفت که باعث شد او عضو یکی از گروه‌های تواشیح در مقدونیه شود. در ضمن او به کشورهای متعددی از جمله ترکیه و کشورهای همسایه سفر کرده‌است. او مسلط به پنج زبان می‌باشد و این در اولین آلبومش به نمایش گذاشته شد. ترکی، عربی، انگلیسی، یونانی و فرانسه زبان‌هایی اند که کرتیس سعی می‌کند در خواندن آهنگ‌هایش از آن‌ها نیز استفاده کند. مسعود کرتیس علاوه بر صدای خوبش جوان بسیار بااستعدادی است. مسعود فارغ‌التحصیل از موسسهٔ علوم انسان‌شناسی Wales انگلیس، در رشتهٔ مطالعات شریعت است.

## آلبوم‌ها
مهم‌ترین دلیل استقبال مردم از آلبوم مسعود کرتیس، نام سامی یوسف بود. سامی، آهنگ‌های این آلبوم را برای کرتیس ساخته و بدون تردید، نام او مهم‌ترین تبلیغ برای آلبوم این موزیسین تازه‌کار و جوان است. سامی همچنین در یکی از آهنگ‌های آلبوم به نام الله با مسعود کرتیس همخوانی کرده‌است.
| جلد آلبوم | اطلاعات آلبوم                        |
| --------- | ------------------------------------ |
|           | صلوات (Salawat) - ارائه شده در: ۲۰۰۴ |